# Paikiniana
Genre
Paikiniana est un genre d'araignées aranéomorphes de la famille des Linyphiidae.

## Distribution
Les espèces de ce genre se rencontrent en Asie de l'Est.

## Liste des espèces
Selon World Spider Catalog (version 24, 28/01/2023) :
- Paikiniana bella (Paik, 1978)
- Paikiniana biceps Song & Li, 2008
- Paikiniana furcata Zhao & Li, 2014
- Paikiniana iriei (Ono, 2007)
- Paikiniana keikoae (Saito, 1988)
- Paikiniana lurida (Seo, 1991)
- Paikiniana mikurana Ono, 2010
- Paikiniana mira (Oi, 1960)
- Paikiniana operta Irfan & Peng, 2018
- Paikiniana vulgaris (Oi, 1960)

## Systématique et taxinomie
Ce genre a été décrit par Eskov en 1992 dans les Linyphiidae.

## Publication originale
- Eskov, 1992 : « A restudy of the generic composition of the linyphiid spider fauna of the Far East (Araneida: Linyphiidae). » Entomologica Scandinavica, vol. 23, no 2, p. 153-168.